# Víctor Grange (1994)
Víctor Manuel Grange González (18 maart 1994) is een Paraguayaans wielrenner.

## Carrière
In 2015 werd Grange nationaal kampioen op de weg bij de eliterenners, voor Antero Velázquez en Héctor Rosa. Twee jaar later verwees hij Ernesto Mora en Francisco Riveros naar de dichtste ereplaatsen op het nationale kampioenschap tijdrijden. In 2018 prolongeerde hij zijn nationale titel.

## Overwinningen
2009
Paraguayaans kampioen tijdrijden, Nieuwelingen
Paraguayaans kampioen op de weg, Nieuwelingen
2013
Paraguayaans kampioen op de weg, Beloften
2015
Paraguayaans kampioen op de weg, Elite
2016
Paraguayaans kampioen tijdrijden, Beloften
Paraguayaans kampioen op de weg, Beloften
2017
Paraguayaans kampioen tijdrijden, Elite
2018
Paraguayaans kampioen tijdrijden, Elite